# Чернітка перуанська
Чернітка перуанська (Myioborus melanocephalus) — вид горобцеподібних птахів родини піснярових (Parulidae). Мешкає в Колумбії, Еквадорі, Перу і Болівії. Утворює надвид з білолобою, золотолобою і колумбійською черніткою. Виділяють низку підвидів.

## Опис
Довжина птаха становить 13-13,5 см, вага 10-13 г. Довжина крила самця становить 6,1—7,4 см, довжина крила самиці 6,3-7 см. Голова чорна, навколо очей жовті кільця, сполучені смужкою над дзьобом, що утворює на обличчі "окуляри". Верхня частина тіла темно-сіра, крила і хвіст чорні. Нижні покривні пера на хвості білі. Нижня частина тіла жовта. Лапи і дзьоб чорні. У представників північних підвидів (M. m. ruficoronatus і M. m. griseonuchus) на тімені є руда пляма, у представників південних підвидів тім'я чорне.

## Підвиди
Виділяють п'ять підвидів:
- M. m. ruficoronatus (Kaup, 1852) — південно-західна Колумбія, Еквадор;
- M. m. griseonuchus Chapman, 1927 — північний захід Перу;
- M. m. malaris Zimmer, JT, 1949 — північ Перу;
- M. m. melanocephalus (Tschudi, 1844) — центр Перу;
- M. m. bolivianus Chapman, 1919 — південь Перу і захід Болівії.

## Поширення і екологія
Перуанські чернітки живуть у вологих тропічних гірських лісах Анд на висоті 2000-3300 м над рівнем моря. Це осілий вид по всьому ареалу.